# Josef Čtyřoký
Josef Čtyřoký   (Smíchov, 30 de setembre de 1906 - Praga, 11 de gener de 1985) és un exfutbolista txec de la dècada de 1930.
Fou 42 cops internacional amb la selecció txecoslovaca amb la qual participà en la Copa del Món de Futbol de 1934.
Pel que fa a clubs, defensà els colors de SK Slavia Praha (until 1928), SK Kladno (1928-1930) i AC Sparta Praga (1930-1939).